# Beau Allen
Beau Allen (Minnetonka, 14 novembre 1991) è un ex giocatore di football americano statunitense che ha militato nel ruolo di defensive tackle nella National Football League. Fu scelto nel corso del settimo giro (224º assoluto) del Draft NFL 2014. Al college ha giocato a football a Wisconsin.

## Carriera

### Philadelphia Eagles
Allen fu scelto nel corso del settimo giro del Draft 2014 dai Philadelphia Eagles. Debuttò come professionista subentrando nella vittoria della settimana 1 contro i Jacksonville Jaguars in cui mise a segno un tackle. Nel nono turno contro gli Houston Texans fece registrare il primo sack (condiviso). La sua stagione da rookie si concluse con 10 tackle disputando tutte le 16 partite, nessuna delle quali come titolare.

### Tampa Bay Buccaneers
Nel 2018 Allen firmò con i Tampa Bay Buccaneers.

### New England Patriots
Il 18 marzo 2020 Allen firmò con i New England Patriots un contratto biennale del valore di 8 milioni di dollari.

## Palmarès

### Franchigia
- Super Bowl : 1

Philadelphia Eagles: LII
- National Football Conference Championship: 1

Philadelphia Eagles: 2017